# Musée central de la Marine de guerre
Le Musée central de la Marine de guerre de Saint-Pétersbourg est le plus ancien musée du monde consacré à la marine militaire. Il a été fondé en 1805 à partir des collections de Pierre le Grand et de l'Amirauté de Saint-Pétersbourg qui commencèrent à être constituées en 1729. Après la révolution de 1917, le musée s'agrandit en recevant les collections des musées de la Flotte de garde et du Corps des cadets de la Marine. Dans les années 1920 et 1930, un grand nombre de ses pièces liées à la famille impériale ont été détruites, mais des éléments de qualité ont cependant été sauvegardés.
C'est aussi actuellement l'un des plus grands musées de marine au monde, comprenant plus de 700 000 artefacts, dont plus de 2000 modèles de navires. Depuis 1940, il se trouvait sur la pointe de l'île Vassilievski, dans l'ancien palais de la Bourse, construit entre 1805 et 1810 d'après le projet de l'architecte français Jean-François Thomas de Thomon. Depuis 2010, le musée est abrité dans les casernes Krioukov.

## Collections
L'exposition permanente du musée restitue l'histoire de la navigation nationale et de la marine de guerre russe, depuis les temps les plus anciens jusqu'à l'heure actuelle. Elle comporte dix-neuf salles principales où l'on découvre : 
- plus de 1850 modèles réduits de navires de guerre ;
- un millier d'armes ;
- des peintures, notamment d'Ivan Aïvazovski (1817-1900), d'Alexis Bogolioubov (1824-1896) et de Rufin Sudkovsky ;
- des pavillons de guerre, des médailles, des décorations et des insignes russes ;
- des objets de la vie quotidienne des marins ;
- ainsi que le bateau appelé le « grand-père de la Marine russe » sur lequel Pierre Ier apprit l'art de la navigation.

## Filiales
- Musée de la flotte de la mer Noire de Sébastopol
- Croiseur Aurore